# Harry Louis
Harry Louis, nome artístico de Edgar Dias Xavier Júnior (11 de janeiro de 1987, Bambuí, Minas Gerais) é um ex-ator pornográfico gay, e atual empresário modelo e DJ brasileiro.

## Carreira
Com 17 anos, Harry Louis foi para a Europa, e iniciou logo depois sua carreira como ator pornográfico com o filme Skin Deep, lançado em 2008 pela produtora Kristen Bjorn. Após seis anos fazendo parte da indústria pornô, decidiu abandonar a carreira para, segundo o ator, impulsionar novos projetos. Atualmente mora no Rio de Janeiro, Brasil, e se divide entre trabalhos como modelo e como empresário de sua marca de chocolates finos, HL, além de ocasionalmente atuar como DJ.

## Relacionamentos
Harry Louis é publicamente homossexual e ficou conhecido fora do mundo do cinema pornográfico ao namorar o renomado estilista Marc Jacobs, o qual já havia namorado outro brasileiro, o publicitário Lorenzo Martone. Harry, que morava em Londres, se mudou para Nova York para ficar mais perto de Jacobs. O relacionamento de dois anos chegou ao fim em outubro de 2013. Harry usou as redes sociais para esclarecer o motivo da separação na época: "Eu e Marc não estamos mais juntos como namorados. A distância e a agenda lotada atrapalharam muito e, ele é uma pessoa tão incrível, que merece um namorado que esteja, pelo menos, nas duas cidades em que vive (Nova York e Londres). Eu também estava precisando disso. Nos amamos muito e isso foi uma decisão de ambos"..

## Filmes
| Ativo | Passivo | Versátil | Total |
| ----- | ------- | -------- | ----- |
| 30    | 2       | 2        | 34    |